# Oj tak!
Oj tak! − debiutancki album polskiego tria Chłopcy Kontra Basia. Ukazał się w październiku 2013, wydany przez ART2 Music. Stylistyka płyty to alternatywa folku i jazzu z elementami rocka. Barbara Derlak, wokalistka i autorka wszystkich tekstów, przy pisaniu słów piosenek czerpała z zapisków etnograficznych, archiwalnych nagrań muzyki ludowej. Piosenki mają klimat ludowych ballad, gawęd i baśni. Pojawiają się w nich przyśpiewki etniczne, frazowanie typowe dla oberka. W związku z płytą grupa była nominowana do Fryderyka 2014 jako Debiut Roku. Album został Laureatem Wirtualnych Gęśli 2013.

## Twórcy
- kompozycje i produkcja muzyczna – Chłopcy Kontra Basia
- Basia Derlak – słowa piosenek, śpiew, klarnet
- Marcin Nenko – kontrabas
- Tomasz Waldowski – perkusja, futujara ("Jerzy"), fortepian ("Wieczerza")
- Mariusz Obijalski – Wurlitzer piano ("O Martusi pchełce")
- Andrzej Karp – produkcja muzyczna, realizacja nagrań, miks
- Anna Figatowska – opracowanie graficzne
- Anna Powierża – zdjęcia

## Lista utworów
| 1.  | "Mam ja męża"         | 3:47  |
|     |                       |       |
| 2.  | "Oj tak"              | 4:38  |
|     |                       |       |
| 3.  | "Hej zagraj muzyczko" | 4:07  |
|     |                       |       |
| 4.  | "Krzywa noga"         | 2:15  |
|     |                       |       |
| 5.  | "Jerzy"               | 3:41  |
|     |                       |       |
| 6.  | "Kasia"               | 1:56  |
|     |                       |       |
| 7.  | "Sukienka"            | 2:52  |
|     |                       |       |
| 8.  | "Bociek"              | 4:40  |
|     |                       |       |
| 9.  | "O Martusi pchełce"   | 4:00  |
|     |                       |       |
| 10. | "Wieczerza"           | 3:37  |
|     |                       |       |
| 11. | "Lament"              | 4:06  |
|     |                       |       |
| 12. | "Sekret"              | 2:55  |
|     |                       |       |
|     |                       | 42:34 |
|     |                       |       |